# 불영사 부도
불영사 부도(佛影寺 浮屠)는 대한민국 경상북도 울진군에 있는 조선시대의 부도이다. 1985년 8월 5일 경상북도의 문화재자료 제162호로 지정되었다.

## 개요
불영사로 들어가는 입구 옆에 자리하고 있는 사리탑으로, 조선 전기의 승려인 양성당 선사의 사리를 모셔두고 있다.
양성당 선사의 이름은 혜능(惠能)으로, 12세에 출가하여 승려의 길에 들어섰다. 숙종 22년(1696)에 돌아가셨는데 화장을 하고 나니 사리가 발견되어 이곳에 탑을 세우고 그 안에 사리를 모셔두었다 한다.
탑은 사각 바닥돌 위로 납작하고 둥근 기단(基壇)을 두고, 종모양의 탑신(塔身)을 올려놓은 모습이다. 기단의 옆면에는 연꽃무늬를 둘러 새겨 놓았고, 탑신의 어깨부분에도 연꽃무늬로 받침을 이루게 한 뒤 꽃봉오리 모양의 머리장식을 얹어 두었다.
선사가 돌아가신 해인 조선 숙종 22년(1696)에 부도를 세웠으며, 부도비는 조선 영조12년(1736)에 설치하였다.

## 참고 문헌
- 불영사 부도 - 국가유산청 국가유산포털